# Gran Premi d'Espanya de motociclisme de 2011
El Gran Premi d'Espanya de motociclisme de 2011 fou la segona cursa del temporada 2011 de motociclisme. La cursa es disputà al Circuit de Jerez (Jerez de la Frontera, Espanya) entre els dies 1 i 3 d'abril de 2011.

## Resultats

### MotoGP
| Pos                          | No | Pilot            | Moto   | Voltes | Temps     | Sortida | Punts |
| ---------------------------- | -- | ---------------- | ------ | ------ | --------- | ------- | ----- |
| 1                            | 1  | Jorge Lorenzo    | Yamaha | 27     | 50:49.046 | 3       | 25    |
| 2                            | 26 | Dani Pedrosa     | Honda  | 27     | +19.339   | 2       | 20    |
| 3                            | 69 | Nicky Hayden     | Ducati | 27     | +29.085   | 11      | 16    |
| 4                            | 7  | Hiroshi Aoyama   | Honda  | 27     | +29.551   | 10      | 13    |
| 5                            | 46 | Valentino Rossi  | Ducati | 27     | +1:02.227 | 12      | 11    |
| 6                            | 8  | Héctor Barberá   | Ducati | 27     | +1:08.440 | 13      | 10    |
| 7                            | 17 | Karel Abraham    | Ducati | 27     | +1:14.120 | 16      | 9     |
| 8                            | 35 | Cal Crutchlow    | Yamaha | 27     | +1:19.110 | 9       | 8     |
| 9                            | 24 | Toni Elías       | Honda  | 27     | +1:42.906 | 17      | 7     |
| 10                           | 21 | John Hopkins     | Suzuki | 27     | +1:48.395 | 14      | 6     |
| 11                           | 65 | Loris Capirossi  | Ducati | 27     | +1:51.876 | 15      | 5     |
| 12                           | 4  | Andrea Dovizioso | Honda  | 26     | +1 lap    | 6       | 4     |
| Ret                          | 5  | Colin Edwards    | Yamaha | 26     | Accident  | 8       |       |
| Ret                          | 11 | Ben Spies        | Yamaha | 24     | Accident  | 4       |       |
| Ret                          | 14 | Randy de Puniet  | Ducati | 16     | Retirat   | 7       |       |
| Ret                          | 58 | Marco Simoncelli | Honda  | 11     | Accident  | 5       |       |
| Ret                          | 27 | Casey Stoner     | Honda  | 7      | Collisió  | 1       |       |
| Resultats oficials de MOTOGP |    |                  |        |        |           |         |       |